# 武冈文庙
武冈文庙，坐落在中国湖南省邵阳市武冈市渠水北岸，是湖南省级文物保护单位。

## 规格
武冈文庙始建于南宋绍兴8年（1138），历经各代维护修葺，现占地2778平方米，由照壁、礼门、义路、状元桥、泮池、棂星门、大成门、厢房、尊经阁、大成殿等部分组成。文庙前立有“官员人等至此下马”石碑及由西晋名臣陶侃（陶渊明曾祖父）在武冈任县令时亲植的银杏树。大成殿前檐下有文字记载“清咸丰十一年（1861）辛酉岁丙申明月庚子日辰时修建”，占地531平方米，为覆黄瓦的重檐歇山顶，砖木结构，面阔三间，殿顶彩绘藻井，脊饰吻兽。

## 图集

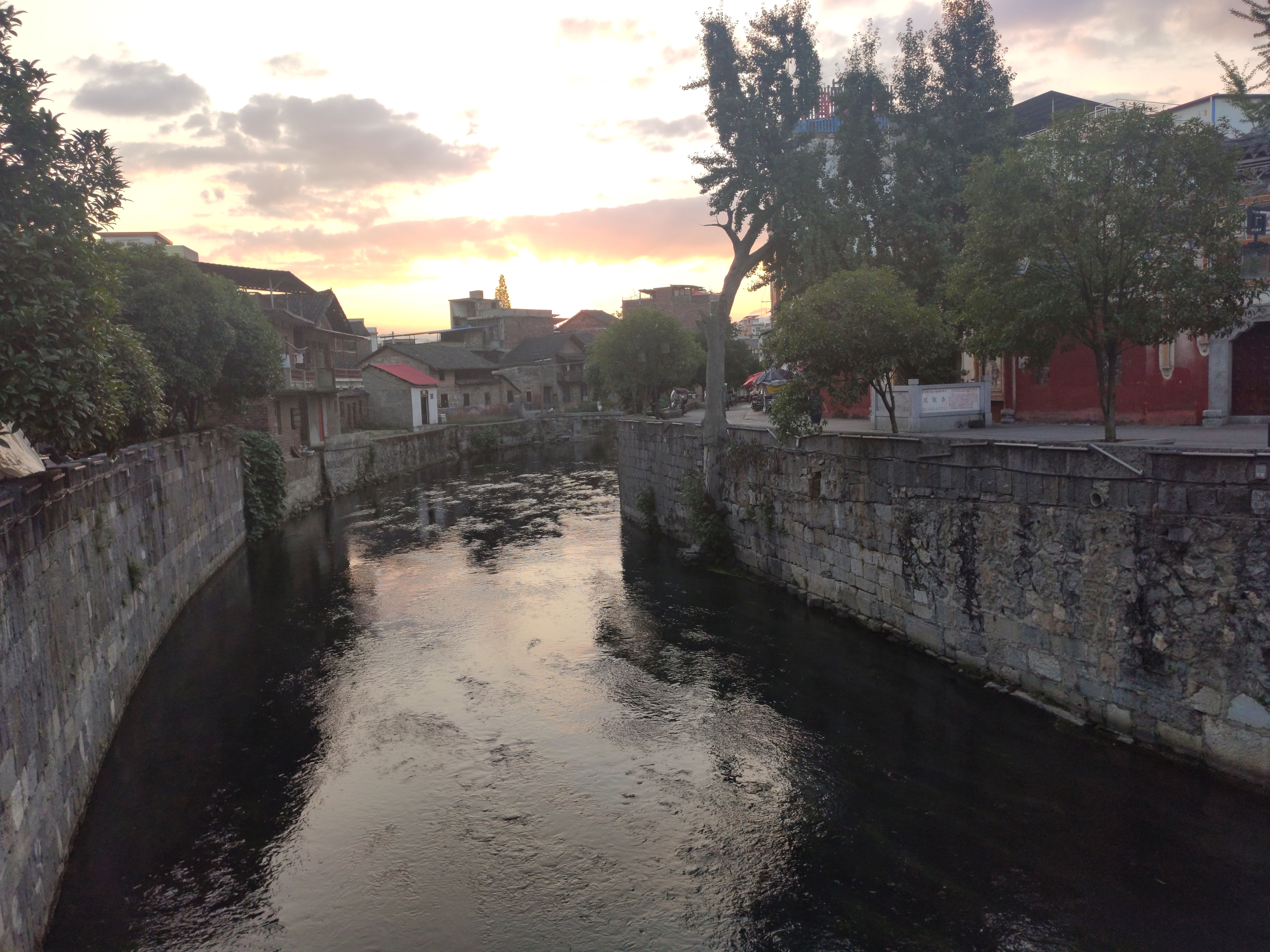
文庙前渠水
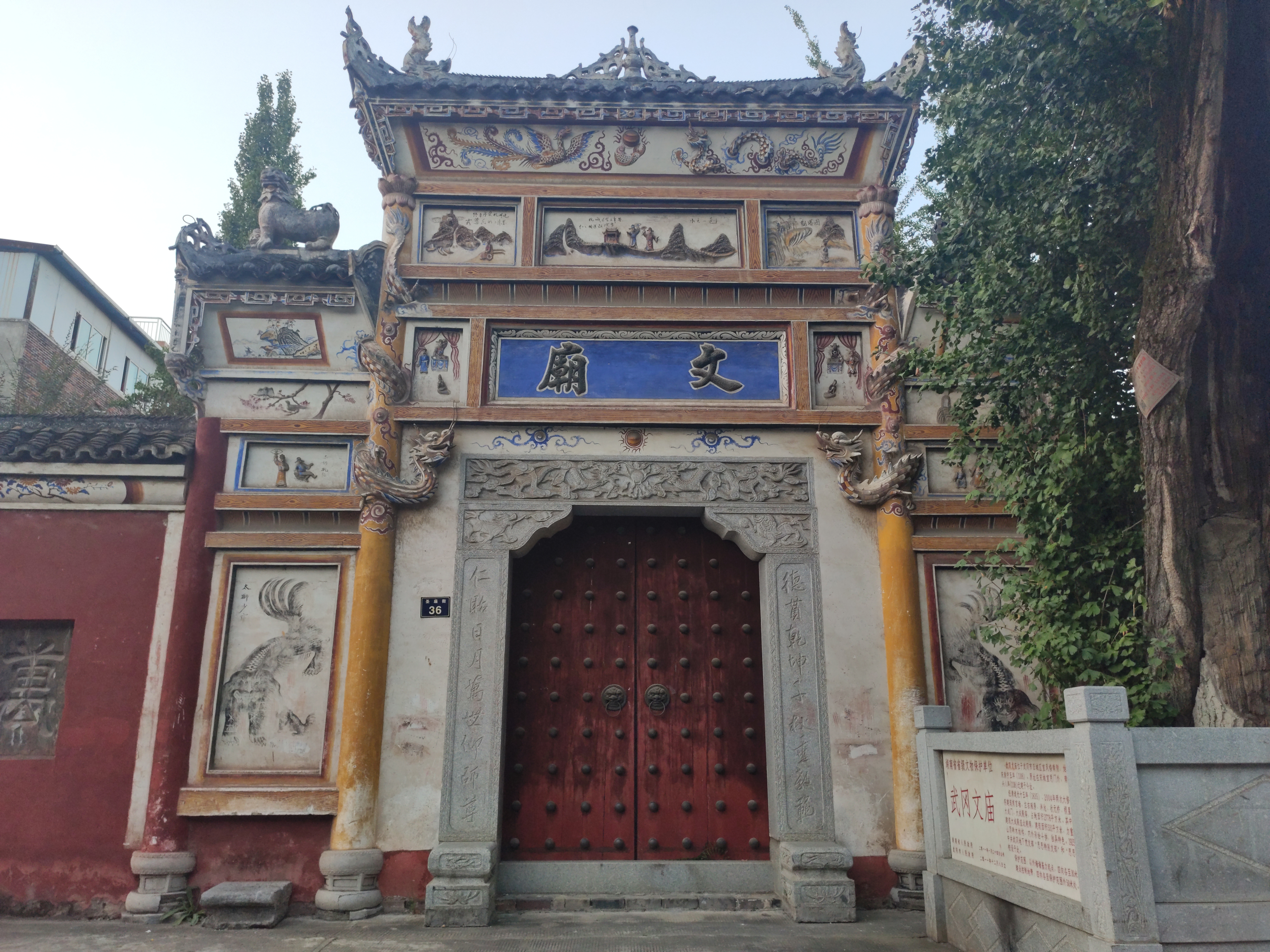
文庙正面
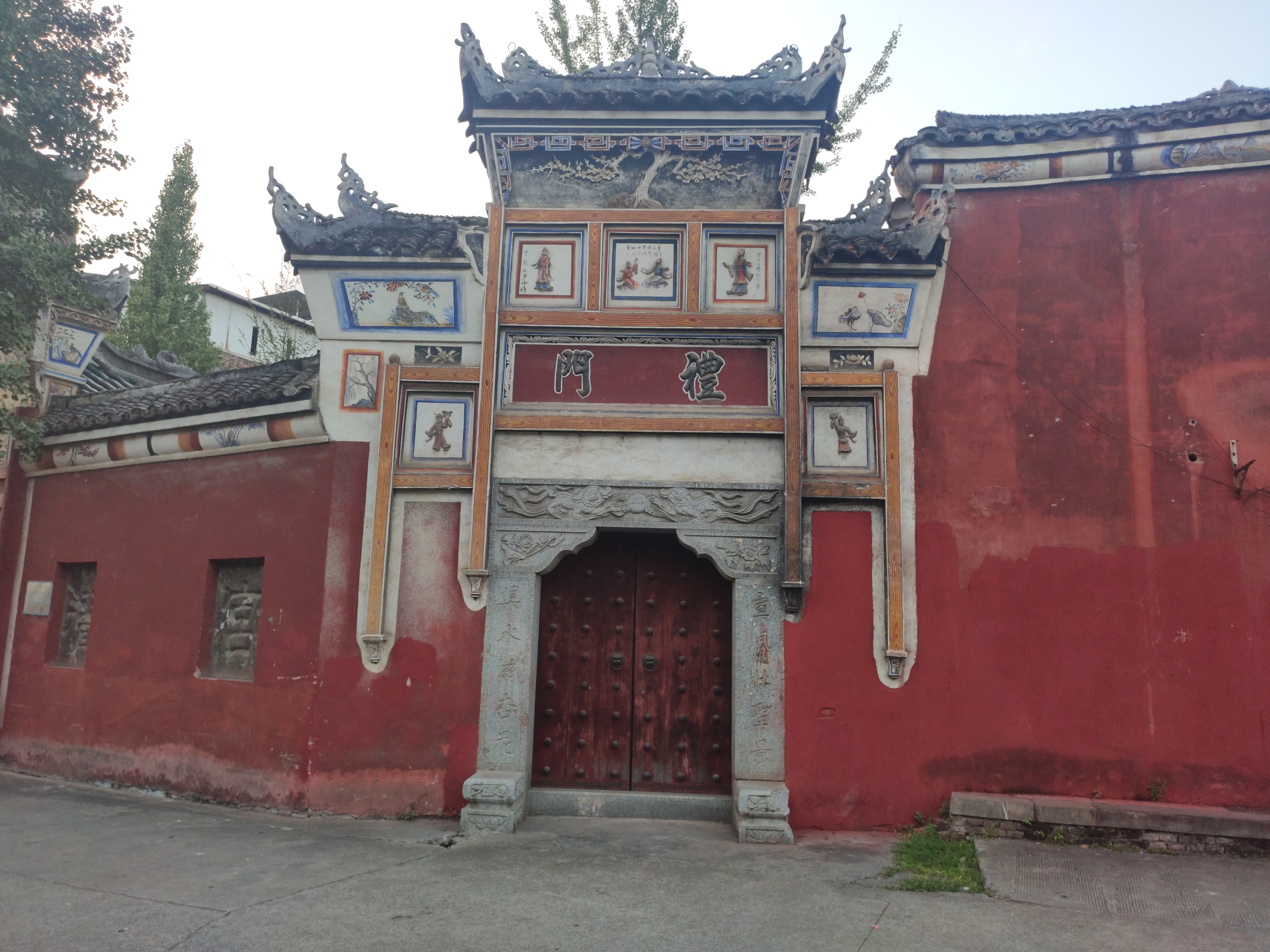
礼门
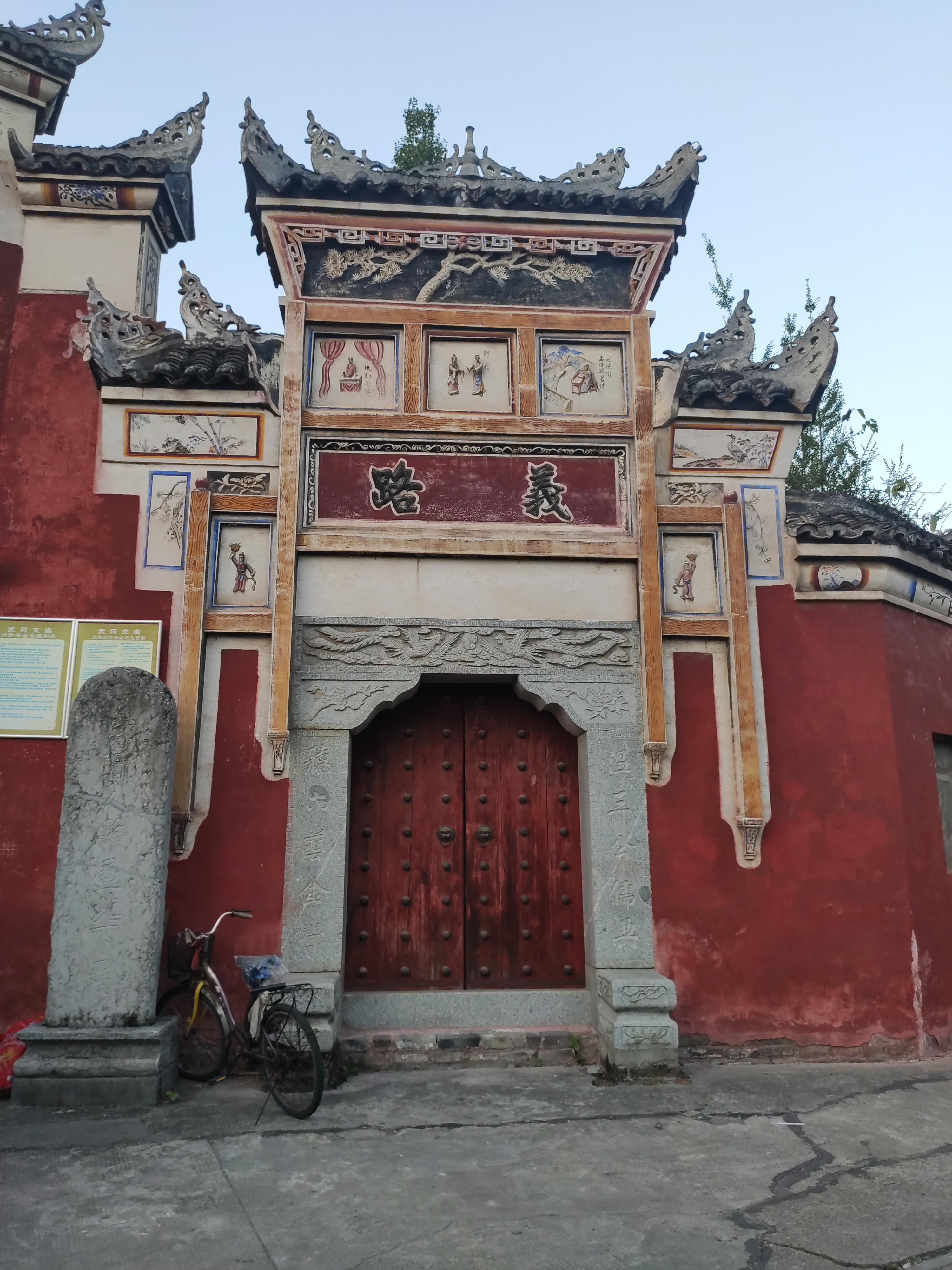
义路及下马碑
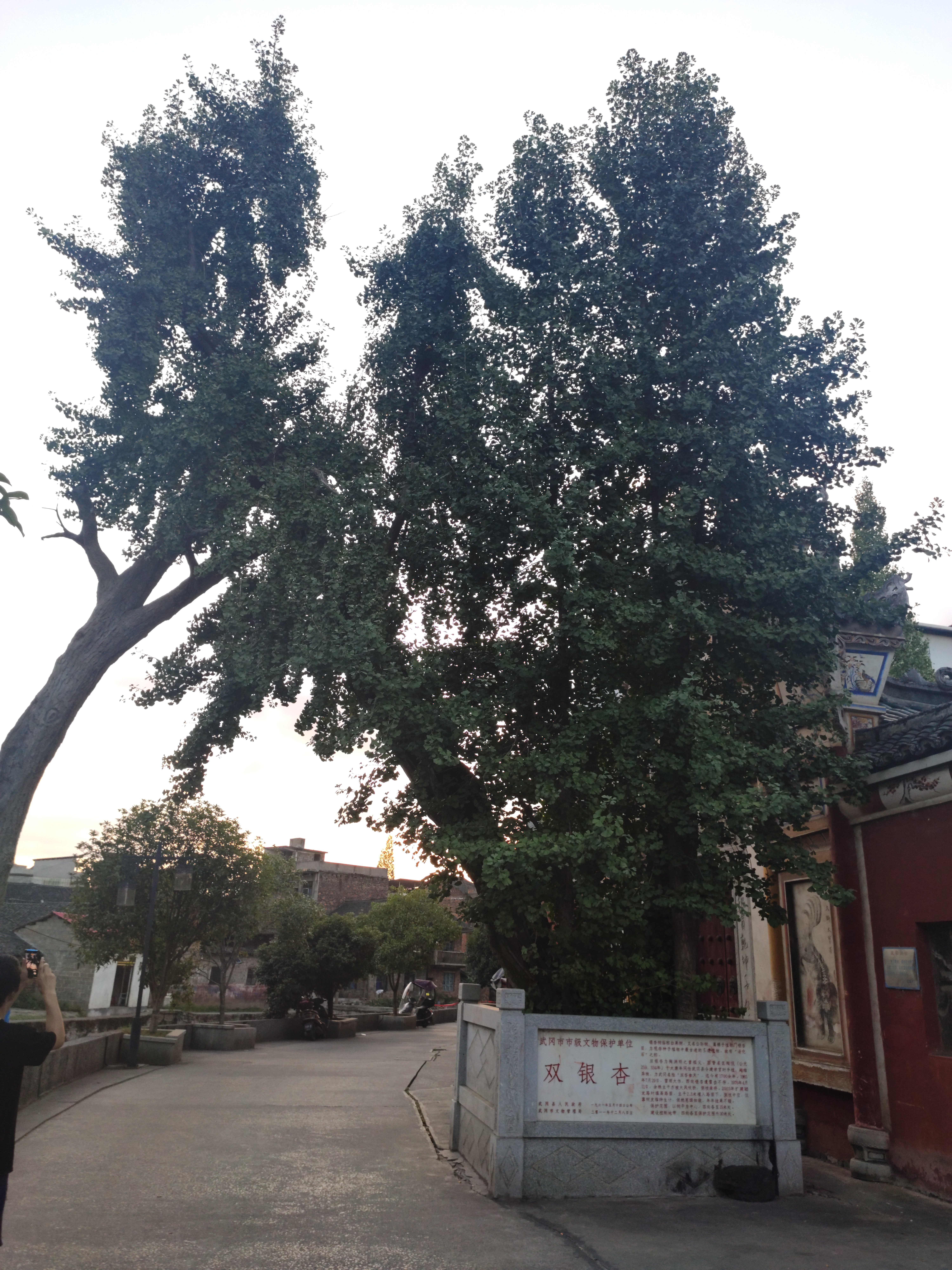
双银杏
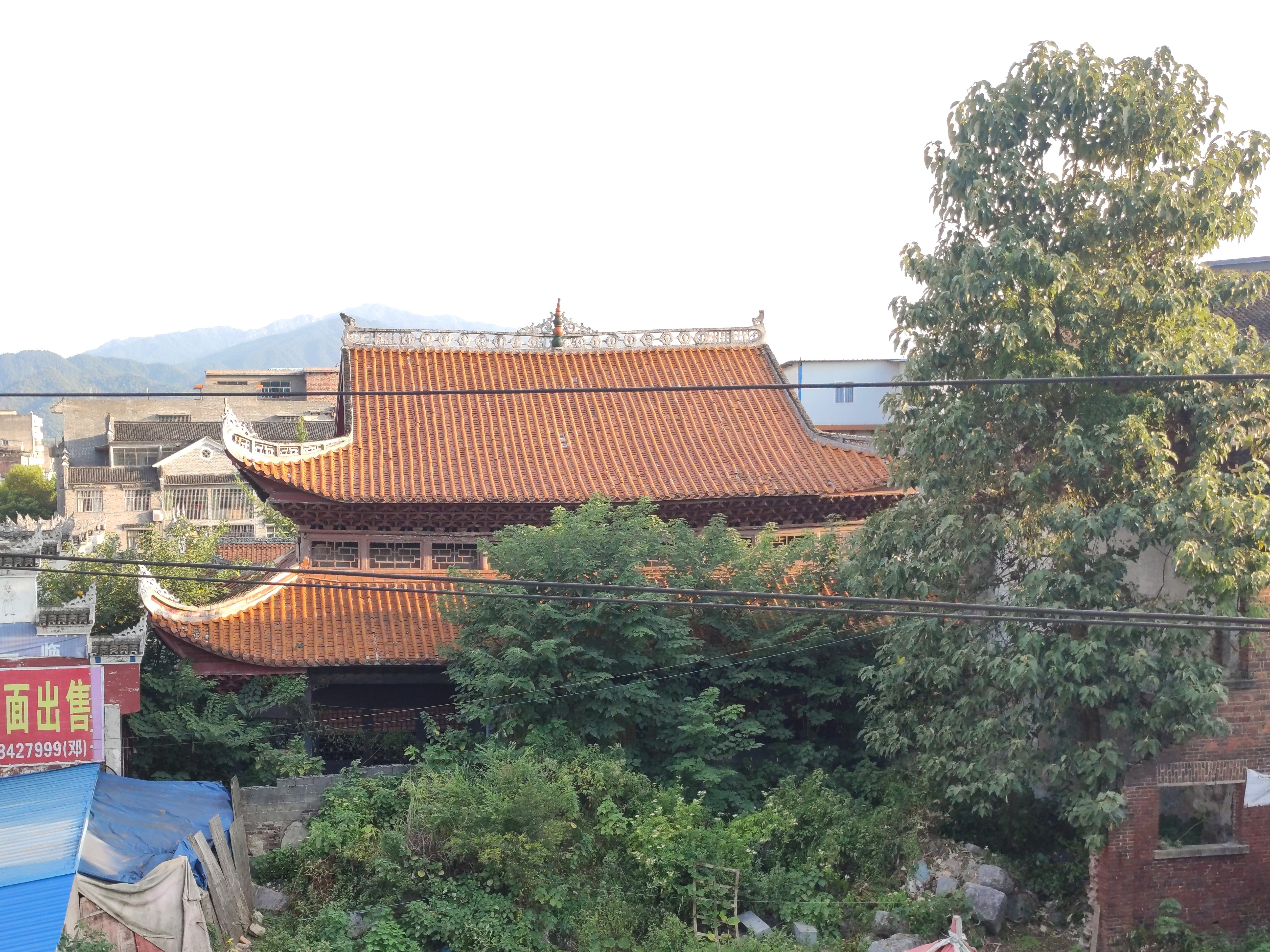
大成殿
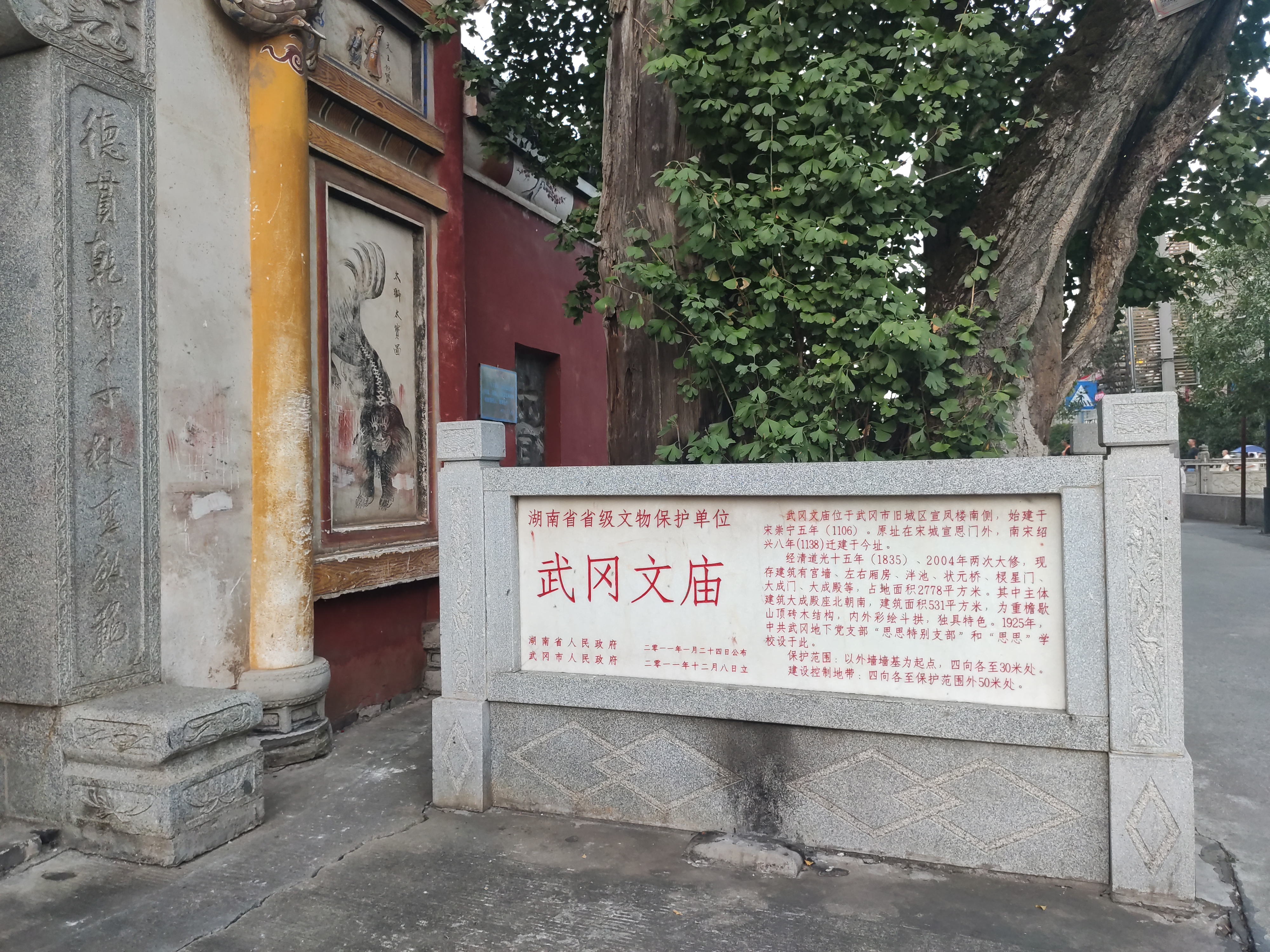
文庙文保碑
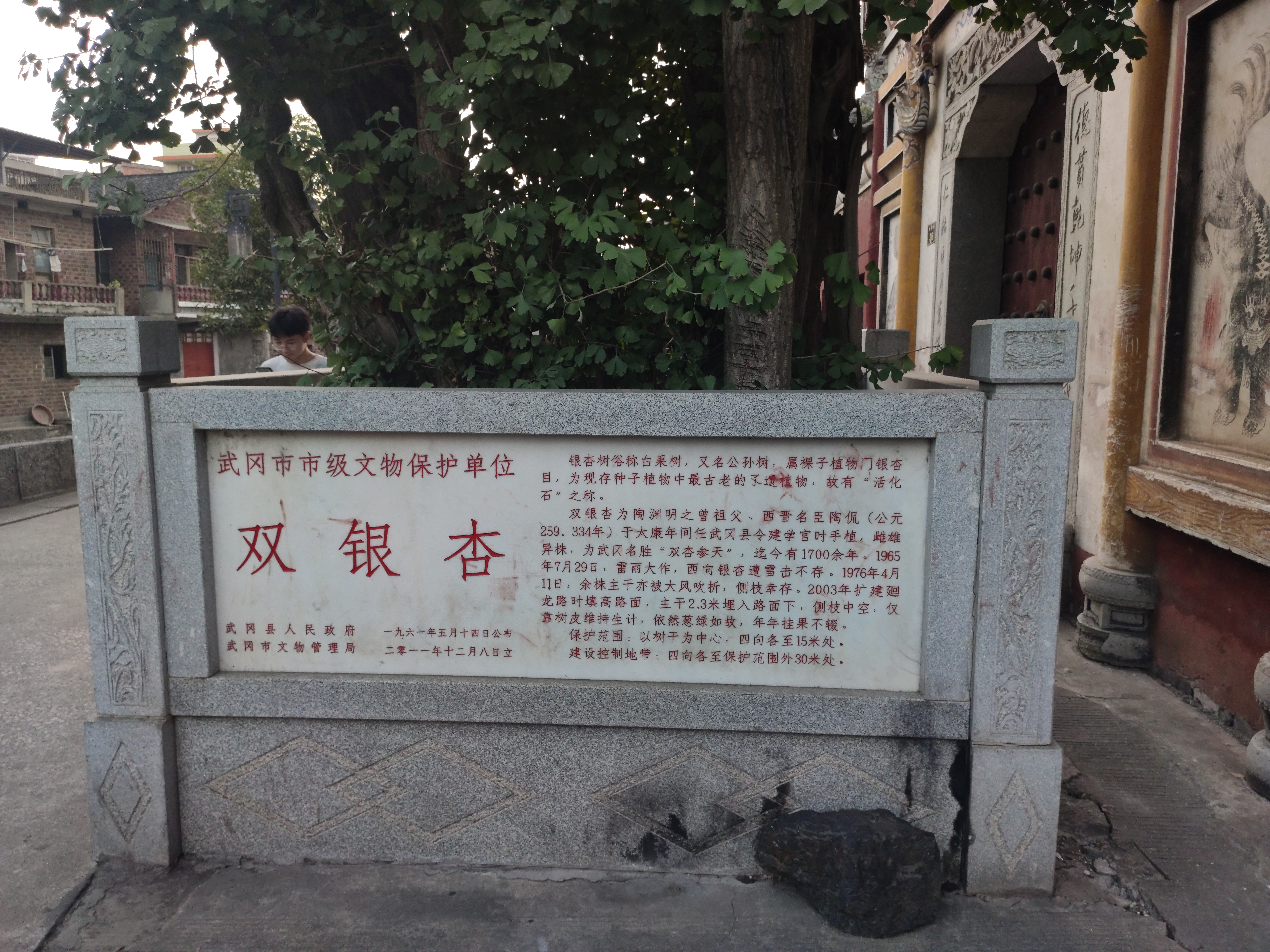
银杏文保碑